# Ga'at
El ga'at (también akelet) es un tipo de gachas duras, hecho tradicionalmente con harina de cebada, aunque en muchas comunidades de emigrantes se usa a menudo harina de trigo. Para preparar ga'at, se mezclan harina y agua y se remueven continuamente con una cuchara de madera. El ga'at se sirve en un gran montículo con un agujero en el centro, relleno con una mezcla de tesmi y berbere. Esta combinación picante se suaviza con yogur, que equilibra el sabor.
Se come típicamente para desayunar, aunque también se prepara tradicionalmente para las visitas que acuden a ver a un recién nacido.

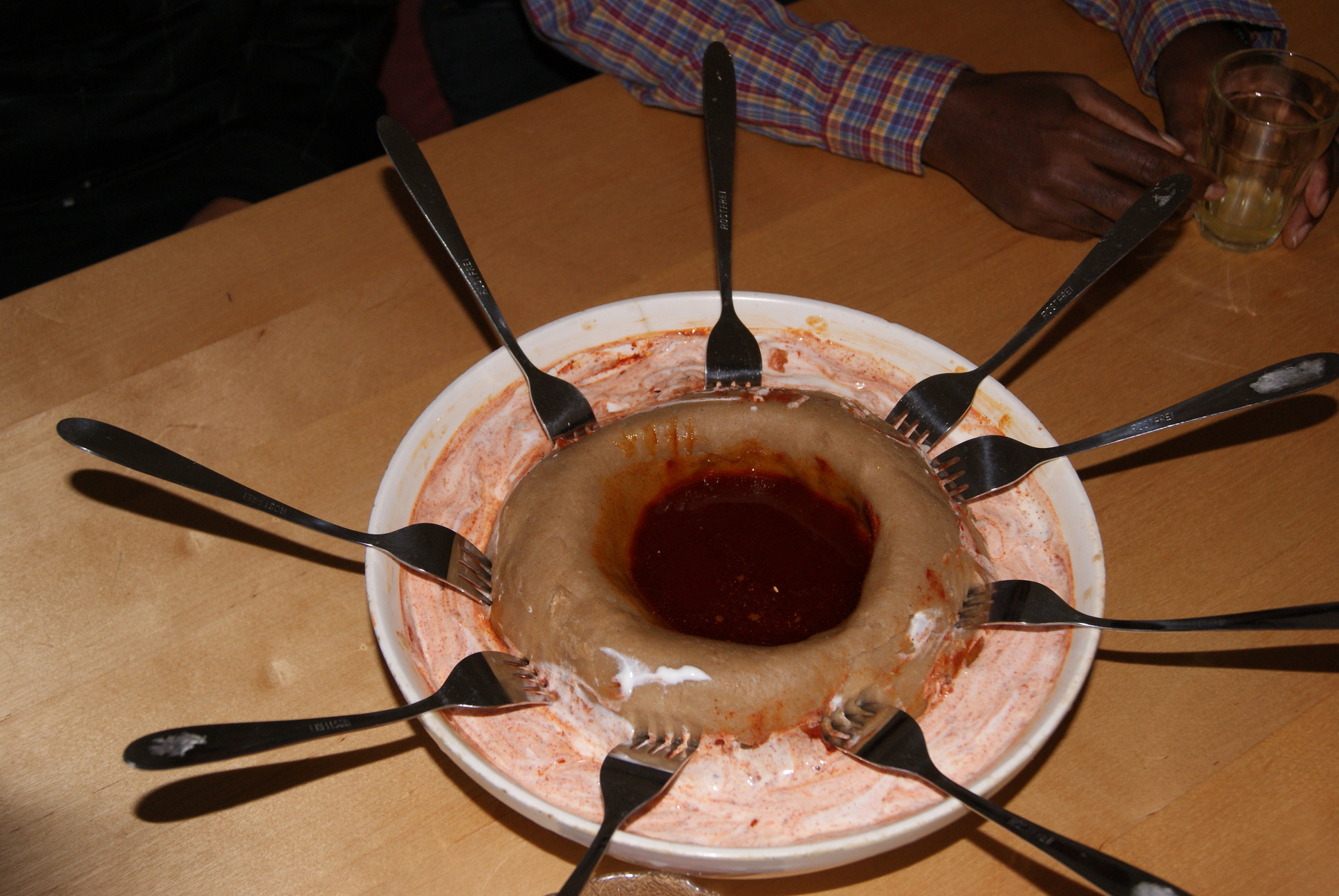
Ga'at